# Efecto Mandela

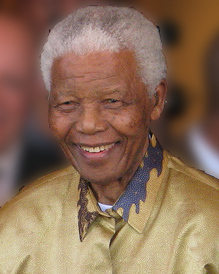
Nelson Mandela, de quien el efecto recibe el nombre.

El efecto Mandela es el nombre con que se conoce popularmente el fenómeno de confabulación compartida por varias personas. Es decir, un recuerdo falso compartido por un grupo o colectivo. 
Recibe el nombre del político sudafricano Nelson Mandela (1918-2013), puesto que, cuando se anunció su muerte, varias personas afirmaron que recordaban que Mandela ya había muerto en los años ochenta.

## Motivo
Se han dado varias explicaciones al fenómeno (varias de estas de carácter seudocientífico), a pesar de que existe amplio consenso sobre la razón de este efecto.
Todos los recuerdos se reconstruyen periódicamente a lo largo de la vida de una persona, y son modificados a través de estímulos tanto internos como externos. Las referencias a un recuerdo diferente (ya sea por medio de conversaciones con otros individuos o de medios de comunicación que propagan una idea equivocada) modifican la propia experiencia y modelan los recuerdos originales, todo ello reforzado por los sesgos de confirmación y las disonancias cognitivas.

## Ejemplos
El efecto Mandela se produce en una gran variedad de contextos diferentes, a menudo relacionados con memorias de niñez. Algunos de los ejemplos más notables se listan a continuación.
- Algunas personas afirman que recuerdan que la serie de dibujos animados Looney Tunes (1930) ―que forma un juego de palabras entre toons (apócope de cartoons, ‘dibujos animados’) y tunes (‘canciones’)― antes no tenía ese juego de palabras, sino que se llamaba Looney Toons.
- Algunas personas afirman que recuerdan que el hombre del logotipo del Monopoly (creado en 1935) portaba un monóculo, aunque no lo lleva.[9]
- En la película Casablanca (1942) no se dice la frase «Tócala otra vez, Sam», ni ninguna similar. Este falso recuerdo aparece por varias versiones idiomáticas del largometraje.[10][11]
- En México, algunas personas aseguran que una frase en la película Nosotros los pobres (1948) era «ni hablar, mujer: traes puñal». Sin embargo, la verdadera frase es «ni hablar, mujer: traes pistola».
- Muchos españoles creen que Regan ―la protagonista de la película El exorcista (1973), representada por la actriz Linda Blair―, ya poseída, se dirige a su madre y le dice: «Has visto lo que ha hecho la cerda de tu hija», cuando en realidad no dice «cerda» sino «cochina».
- Algunas personas afirman que recuerdan que el personaje de Darth Vader en la película Star wars: El imperio contraataca (1980) dice: «Luke, yo soy tu padre», una de las frases más célebres de la historia del cine. Pero en realidad Darth Vader en ningún momento pronuncia el nombre de Luke Skywalker, sino que dice «No: yo soy tu padre».[12][4]
- En España, algunas personas afirman que recuerdan haber seguido en directo por televisión el golpe de Estado en España de 1981, aunque solo se retransmitió por radio.[13][14]
- Durante las célebres Protestas de la plaza de Tiananmén de 1989, un hombre se paró frente a los tanques para evitar su avanzada. Algunas personas han afirmado que recuerdan haber visto por televisión que el individuo fue arrollado por el tanque y destrozado ante las cámaras. Sin embargo, en el video, mundialmente famoso, se observa que nunca ocurrió tal arrollamiento.
- Muchos aseguran que el cantante español Tino Casal (1950-1991) murió de sida, cuando fue un siniestro vial lo que acabó con su vida y nunca contrajo el virus VIH.
- Muchos españoles afirman haber visto el bulo de Ricky Martin: la quinceañera con mermelada y el perro en el programa de entretenimiento español Sorpresa, sorpresa del 5 de febrero de 1999. Supuestamente, Ricky Martin se encontraba metido en el armario de una habitación repleta de cámaras ocultas para darle una sorpresa a una seguidora de 15 años de edad. De repente, la fan llegaba a su habitación, se desnudaba, se untaba mermelada en la vulva y llamaba a su perro para que la lamiese. Ricky Martin había estado, efectivamente, en ese programa tres años antes (en 1996), pero esa escena nunca ocurrió en realidad.[15]
- Cuando en 2016 el papa Francisco canonizó a Teresa de Calcuta (1910-1997), algunas personas creían recordar que había sido canonizada en 1990 por el papa Juan Pablo II.[16]
- Algunas personas afirman haber visto y utilizado el emoji del ladrón en la aplicación para móviles WhatsApp; sin embargo, este no existe ni ha existido hasta la fecha.[17]
- Algunos recuerdan que el cereal Froot Loops antes decía Fruit Loops, pero en realidad siempre se ha llamado igual.[18]
- Algunos recuerdan que el tigre Tony el de Zucaritas tenía la nariz negra, pero en realidad la ha tenido siempre azul.[18]
- Algunos recuerdan que el logo de Fruit of the Loom tenía cuernos, pero en realidad nunca los ha tenido.[18]
- Algunas personas recuerdan a Pikachu ―personaje de la franquicia Pokémon (1998) ―con una franja negra en la cola, pero en realidad su cola no tiene tal característica.[19]
- Algunas personas recuerdan que Bob Esponja tenía una guitarra blanca en la película de 2004 cuando cantaba "Soy un cacahuate", pero resultó que fue una guitarra con forma de un cacahuate.